# Kristen Viikmäe
Kristen Viikmäe (Tallinn, 10 febbraio 1979) è un ex calciatore estone, di ruolo attaccante.

## Palmarès
- Campionato estone: 2

Flora Tallinn: 1998, 2003
- Coppa d'Estonia: 1

Flora Tallinn: 1998
- Supercoppa d'Estonia: 3

Flora Tallinn: 1998, 2003, 2004
- Coppa di Norvegia: 1

Vålerenga: 2002